# Thần thể
Thần thể (zh. 神體, sa. इष्टदेवता iṣṭadevatā) - dịch sát nghĩa từ Phạn văn là "vị thần (devatā) được (hành giả) ước nguyện (iṣṭa)". Một cách gọi thông dụng của khái niệm này là " Bản Tôn " hay Bổn Tôn, (Yidam)

## Quan điểm Phật giáo
Theo Phật giáo, Thần thể là hiện thân của những vị Bồ Tát (sa. bodhisattva) siêu việt, nói chung là tất cả những vị được tôn xưng trong Đại thừa Phật giáo. Đặc biệt trong truyền thống Phật giáo Tây Tạng, người ta thường thấy hai cách trình bày hiện thân của một vị, đó là dạng phẫn nộ (sa. krodha) và dạng tịch tĩnh (sa. śānta). Ví dụ như Quán Thế Âm (sa. avalokiteśvara) dưới dạng tịch tịnh và Ma-ha-ca-la (sa. mahākāla) trong trạng thái phẫn nộ. Trong những Thành tựu pháp (sa. sādhana), hiện thân của một Thần thể dưới hai dạng nêu trên là biểu tượng của hai loại Chủng tử tương ứng trong tâm của người tu tập, đó là thanh tịnh và hung hăng, phá hoại.
Như vị Thiền sư hiện đại người Tây Tạng là Chög-yam Trung-pa nói, "phẫn nộ" ở đây không nên hiểu là một tâm trạng, cảm xúc phụ thuộc vào cái tự ngã và "phá hoại" "hung hăng" ở đây cũng không nên hiểu theo lẽ "bất thiện" thông thường. Những năng lượng tiềm tàng được biểu hiện qua các vị phẫn nộ cũng rất có ích và cần thiết trong quá trình tu chứng như những vị tịch tĩnh. Cái được tiêu huỷ, phá hoại ở đây chính là những ảo ảnh gây chướng ngại trên con đường đạt giải thoát và chủ thể đang sợ hãi, cảm thấy bị công kích chính là cái ngã – đúng hơn là cái huyễn ngã chưa từng có thật – của hành giả. Sự tôn sùng cả hai dạng tại Tây Tạng – không phân biệt tốt xấu theo lẽ thường – cũng thường gây sự hiểu lầm rằng Phật tử ở đây "tôn thờ quỷ thần ngoại đạo".
Song song với Phật giáo (sa. buddhakula), Kim cương thừa (sa. vajrayāna) cũng thừa nhận và tôn sùng "100 gia đình của chư vị hộ thần cao quý tịch tịnh và phẫn nộ." 100 vị này thường được nhắc đến trong Tử thư và là một phần của giáo lý Ma-ha du-già (sa. mahāyoga) được Liên Hoa Sinh (sa. padmasambhava) Đại sư truyền sang Tây Tạng. Các vị Hộ thần này được xếp vào hai Mạn-đồ-la và hai Mạn-đồ-la này được xem như là sự mở rộng của Phật gia – vốn đã bao gồm năm vị Phật (Ngũ Như Lai).

## Quan điểm Ấn Độ giáo
Theo Ấn Độ giáo, Thần thể là một vị thần được một đền thờ, một gia đình hoặc một nhóm tín ngưỡng chọn lựa, hoặc là một vị thần được chọn bởi một người có một mối tương quan đặc biệt với vị này. Đạo sư (sa. guru) thường truyền Thần thể cho một hành giả cùng với một chân ngôn đặc biệt. Đạo sư là người biết được những khía cạnh Thần thể có thể giúp hành giả. Dạng tôn xưng này thuộc về phép tu Tín ngưỡng du-già (sa. bhaktiyoga) và nó có thể có đối tượng là một cao nhân đắc đạo, hoặc một đấng giáng thế tối cao (sa. avatāra). Hình dạng của Thần thể gọi theo tiếng Phạn là Lakṣya, có thể hiểu là "có tướng".

## Các Bản Tôn trong Kim Cang Thừa
| Bản Tôn                                      | Biểu tượng - Pháp Khí, pháp bảo          | Phật Bộ     | Phương vị tương ứng | Màu Sắc         | Ghi Chú  |
| -------------------------------------------- | ---------------------------------------- | ----------- | ------------------- | --------------- | -------- |
| Đại Nhật Như Lai                             | Bánh Xe Pháp                             | Phật Bộ     | Trung ương          | Trắng           | Phụ Tính |
| A Xúc Bệ Như Lai                             | Chày Kim Cang                            | Kim Cang Bộ | Đông                | Xanh dương      | Phụ Tính |
| Bảo Sinh Như Lai                             | Ngọc Báu                                 | Bảo Sinh Bộ | Nam                 | Vàng            | Phụ Tính |
| A Di Đà Như Lai                              | Hoa Sen báu                              | Liên Hoa Bộ | Tây                 | Đỏ              | Phụ Tính |
| Bất Không Thành Tựu Như Lai                  | Chày Kim Cang kép                        | Nghiệp Bộ   | Bắc                 | Xanh Lá Cây     | Phụ Tính |
| Dược Sư Như Lai                              | Bình Bát có cây thuốc                    | Kim Cang Bộ | Đông                | Xanh dương      | Phụ Tính |
| Thích Ca Như Lai                             |                                          |             |                     | Vàng            | Phụ Tính |
| Kim Cang Tổng Trì                            |                                          |             |                     | Xanh Dương      | Phụ Tính |
| Phật Phổ Hiền                                |                                          |             |                     | Xanh Dương      | Phụ Tính |
| Di Lặc Như Lai                               |                                          |             |                     | Trắng           | Phụ Tính |
| Vô Lượng Thọ (Amitayus)                      | Bình báu                                 | Liên Hoa Bộ | Tây                 | Đỏ              | Phụ Tính |
| Kim Cang Tát Đỏa (Vajrasattva)               | Chuông, Chày Kim Cang                    | Nghiệp Bộ   |                     | Trắng           | Phụ Tính |
| Văn Thù                                      | Kiếm, Kinh Bát Nhã                       | Phật Bộ     | Trung ương          | Vàng Cam, trắng | Phụ Tính |
| Quan Âm Tứ Thủ                               | Ngọc Như Ý, Chuỗi tràng trắng, hoa sen   | Liên Hoa Bộ | Tây                 | Trắng           | Phụ Tính |
| Quan Âm Thập Nhất Diện                       |                                          | Liên Hoa Bộ | Tây                 |                 | Phụ Tính |
| Kim Cang Thủ                                 | Chày Kim Cang                            | Kim Cang Bộ | Đông                | Xanh Dương      | Phụ Tính |
| Liên Hoa Sinh                                | Chày Kim Cang, Tích trượng, bình, bát... | Liên Hoa Bộ | Tây                 |                 | Phụ Tính |
| Lục Độ Mẫu                                   |                                          | Nghiệp Bộ   |                     | Xanh Lá Cây     | Mẫu Tính |
| Bạch Độ Mẫu                                  |                                          | Nghiệp Bộ   |                     | Trắng           | Mẫu Tính |
| Hoàng Tài Bảo Thiên (Dzambhla)               |                                          | Bảo Sinh Bộ | Nam                 | Vàng            | Phụ Tính |
| Hồng Tài Bảo Thiên                           |                                          |             |                     |                 | Phụ Tính |
| Bạch Tài Bảo Thiên                           |                                          |             |                     |                 | Phụ Tính |
| Hắc Tài Bảo Thiên                            |                                          |             |                     |                 | Phụ Tính |
| Lục Tài Bảo Thiên                            |                                          |             |                     |                 | Phụ Tính |
| Mahakala                                     |                                          |             |                     |                 | Phụ Tính |
| Mahakali                                     |                                          |             |                     |                 | Phụ Tính |
| Kim Cang Phổ Ba                              |                                          |             |                     |                 | Phụ Tính |
| Cát Tường Thiên Nữ                           |                                          |             |                     |                 | Mẫu Tính |
| Kim Cương Hợi Mẫu                            |                                          |             |                     |                 | Mẫu Tính |
| Phật mẫu Đỉnh Tôn Thắng                      | chày kim cang kép                        | Nghiệp Bộ   | Bắc                 | Trắng           | Mẫu Tính |
| Phật Mẫu Bạch Tản Cái                        |                                          |             |                     | Trắng           | Mẫu Tính |
| Đại Uy Đức Kim Cang - chiến thắng Diêm Vương |                                          |             |                     |                 | Phụ Tính |
| Diêm Vương                                   |                                          |             |                     |                 | Phụ Tính |
| Phật Mẫu Khổng Tước                          |                                          |             |                     |                 |          |
| Ái Nhiễm Minh Vương                          |                                          |             |                     |                 |          |
| Bất Động Minh Vương                          |                                          |             |                     |                 |          |